# Guinesisk syli
Syli var Guineas officiella valuta från 1971 till 1985. Valutan ersatte guinesisk franc till kursen 1 syli = 10 francs. Syli betyder elefant på språket Susu.

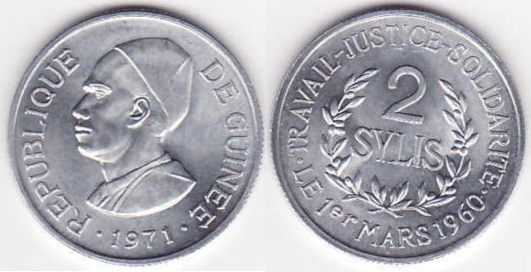
Ett mynt med valören 2 sylis.

## Sedlar
| Sedlar utgivna 1971 | Sedlar utgivna 1971 | Sedlar utgivna 1971 | Sedlar utgivna 1971              | Sedlar utgivna 1971       |
| Bild                | Belopp              | Huvudsaklig färg    | Framsida                         | Baksida                   |
| ------------------- | ------------------- | ------------------- | -------------------------------- | ------------------------- |
|                     | 10 sylis            | Brun                | Patrice Lumumba                  | Personer med bananer      |
|                     | 25 sylis            | Mörkbrun            | Kung Behazin av Dahomey          | Person som vaktar kor     |
|                     | 50 sylis            | Grön                | Alpha Yaya Diallo (Kung av Labé) | Kinkon vattenkraftverk    |
|                     | 100 sylis           | Lila                | Ahmed Sékou Touré                | Dagbrott för bauxit       |
| Sedlar utgivna 1980 |                     |                     |                                  |                           |
|                     | 1 syli              | Olivgrön            | Matori Bangoura                  | text "un syli"            |
|                     | 2 sylis             | Orange              | Kung Mohammed V av Marocko       | text "deux sylis"         |
|                     | 5 sylis             | Blå                 | Kwame Nkrumah                    | Personer med bananer      |
|                     | 10 sylis            | Röd                 | Patrice Lumumba                  | Personer med bananer      |
|                     | 25 sylis            | Mörkgrön            | Kung Behazin av Dahomey          | Person som vaktar kor     |
|                     | 50 sylis            | Mörkbrun            | Alpha Yaya Diallo (Kung av Labé) | Kinkon vattenkraftverk    |
|                     | 100 sylis           | Blå                 | Ahmed Sékou Touré                | Dagbrott för bauxit       |
|                     | 500 sylis           | Mörkbrun            | Josip Broz Tito                  | Palais du peuple, Conakry |